# بیلی کلمنتس
بیلی کلمنتس (انگلیسی: Bailey Clements؛ زادهٔ ۱۵ نوامبر ۲۰۰۰) بازیکن فوتبال اهل بریتانیا است.
از باشگاه‌هایی که در آن بازی کرده‌است می‌توان به باشگاه فوتبال ایپسویچ تاون اشاره کرد.